# Wind & Wuthering
Az 1976-os Wind & Wuthering a Genesis nyolcadik stúdióalbuma. Ez a zenekar utolsó olyan stúdiólemeze, melyen Steve Hackett gitáros is játszott. Hackett az 1977-es Seconds Out című koncertlemez után hagyta el a zenekart, mivel úgy gondolta, Genesisben korlátok közé szorítják, dalai közül túl keveset használnak fel, ezért a Wind & Wuthering egy negyedét követelte saját munkái számára; Collins ezt később ostoba lépésnek nevezte.
Az album címét Emily Brontë Üvöltő szelek (Wuthering Heights) című regénye adta, melynek utolsó sora a hetedik és nyolcadik dal címét is ihlette. Ezen hallható a Blood on the Rooftops és az Afterglow, valamint a komplex, többtételes One for the Vine című dal.

## Az album dalai
1. Eleventh Earl of Mar – 7:45 (Rutherford, Banks, Hackett)
2. One for the Vine – 10:00 (Banks)
3. Your Own Special Way – 6:19 (Rutherford)
4. Wot Gorilla? – 3:21 (Collins, Banks)
5. All in a Mouse's Night – 6:39 (Banks)
6. Blood on the Rooftops – 5:28 (Hackett, Collins)
7. Unquiet Slumbers for the Sleepers... – 2:20 (Hackett, Rutherford)
8. ...In That Quiet Earth – 4:54 (Hackett, Rutherford, Banks, Collins)
9. Afterglow – 4:11 (Banks)

## Közreműködött
- Phil Collins – ének, vokál, dob, cimbalom
- Steve Hackett – elektromos gitár, nylon klasszikus gitár, 12 húros gitár, kalimba, hárfa
- Mike Rutherford – basszusgitár, elektromos gitár, 12 húros akusztikus gitár, basszuspedál, vokál
- Tony Banks – zongora, elektromos zongora, Hammond orgona, szintetizátorok, 12 húros gitár, vokál